# Cupron-elem
A Cupron-elem a galvánelemek egy fajtája. Jellemzője, hogy a negatív elektródja cinklemezből (Zn), a pozitív pedig rézoxidlemezből (CuO) készül. Az elem elektrolitja vagy káliumhidroxid–marókáli (KOH), vagy nátriumhidroxid–marónátron (NaOH) 30 – 40%-os vizes oldata.
A cink feloldásakor keletkező hidrogén a rézoxid leváló oxigénével vízzé egyesül, és így depolarizálódik a Cupron-elem.
Amikor az elem kimerült, az egész felületi rézoxid réteg rézzé alakult át. Ilyenkor elegendő volt a lemezt az elemből kiemelni, leöblíteni és legalább 24 órán át, száraz, meleg helyen tartani. Ez idő alatt az elemi réz felszíne eloxidálódott. Amint az oxidálódott lemezt visszahelyezték, a Cupron-elem ismét használhatóvá vált.
A leírtakból látható, hogy az elem üzemi költsége olcsó és kialakítása egyszerű volt.
Az elem feszültsége 0,8 – 0,9 volt. Csengőknél és távíróknál alkalmazták. 
A korszerűbb és helytakarékosabb szárazelemek és akkumulátorok alkalmazását teljes mértékben visszaszorították.